# 束厝履端桥
束厝履端桥，是位于中国福建省宁德市柘荣县乍洋乡石山村束厝自然村西北侧的一个清代古建筑，2011年7月入选第八批柘荣县文物保护单位。
束厝履端桥是一座南北走向、横跨九龙井溪的石构梁柱桥，位于九龙风景区附近，桥有4墩5孔，长16.2米，宽1.63米，高1.7米，在古代连接石山、溪口一带村庄和柘荣城关。束厝村南侧的“履端济端二桥碑”上记载有该桥的修建历史，为附属文物。